# Du Quoin
Du Quoin is een plaats (city) in de Amerikaanse staat Illinois, en valt bestuurlijk gezien onder Perry County.
De plaats werd gesticht door chief Jean Baptiste Du Quoin, zoon van een Fransman en van een indiaanse van de Tamaroa-stam en veteraan van de Onafhankelijkheidsoorlog. In de jaren 1830 werd de indiaanse bevolking, waaronder chief Louis Jefferson Du Quoin, de zoon van de stichter en naamgever van de plaats, gedwongen verhuisd naar het westen.

## Demografie
Bij de volkstelling in 2000 werd het aantal inwoners vastgesteld op 6448. In 2006 is het aantal inwoners door het United States Census Bureau geschat op 6427, een daling van 21 (-0,3%).

## Geografie
Volgens het United States Census Bureau beslaat de plaats een oppervlakte van 18,0 km², waarvan 17,8 km² land en 0,2 km² water. Du Quoin ligt op ongeveer 141 m boven zeeniveau.

## Plaatsen in de nabije omgeving
De onderstaande figuur toont nabijgelegen plaatsen in een straal van 16 km rond Du Quoin.